# Wassenach

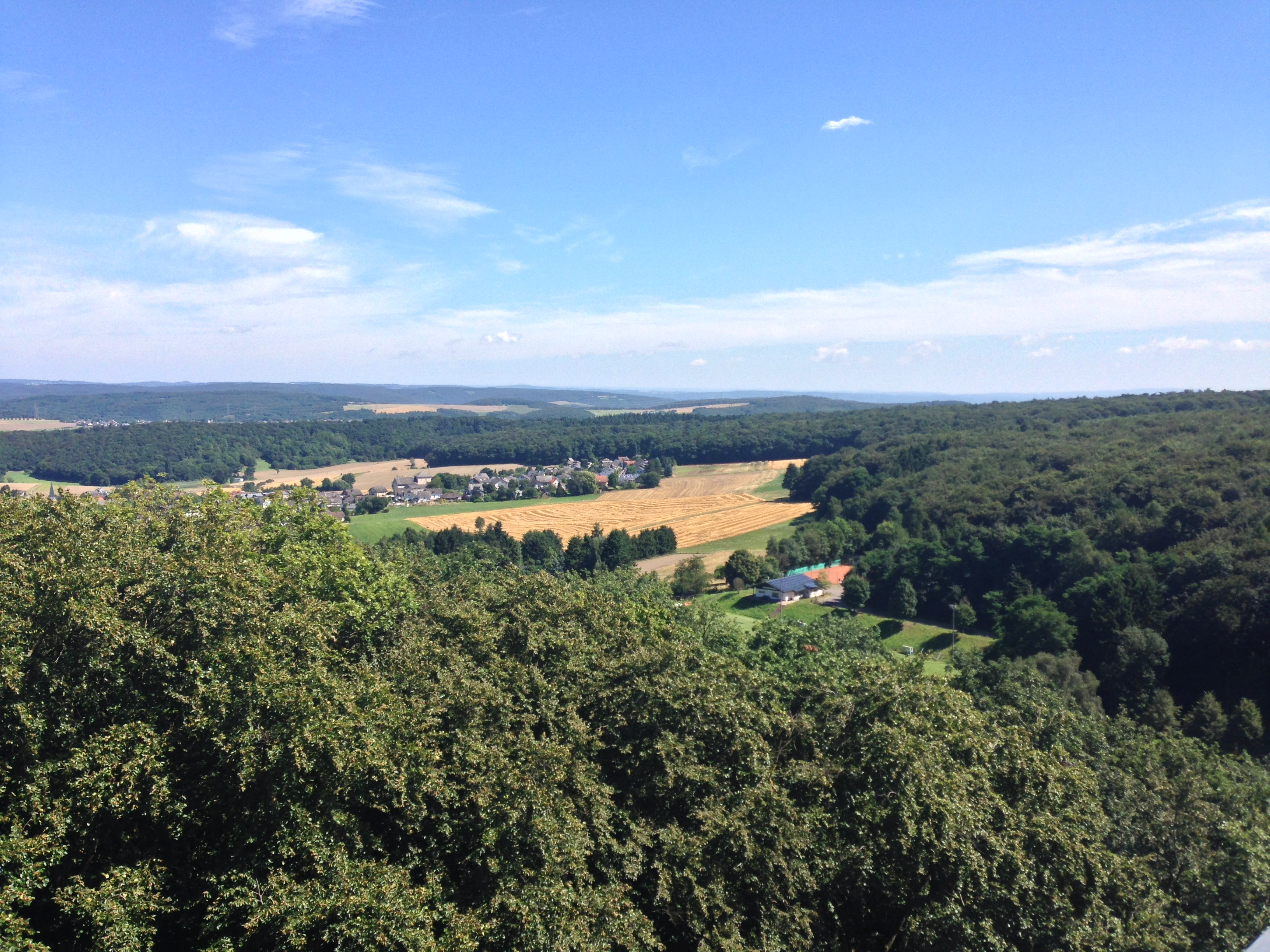
Blick auf Wassenach (2016, vom Lydiaturm)

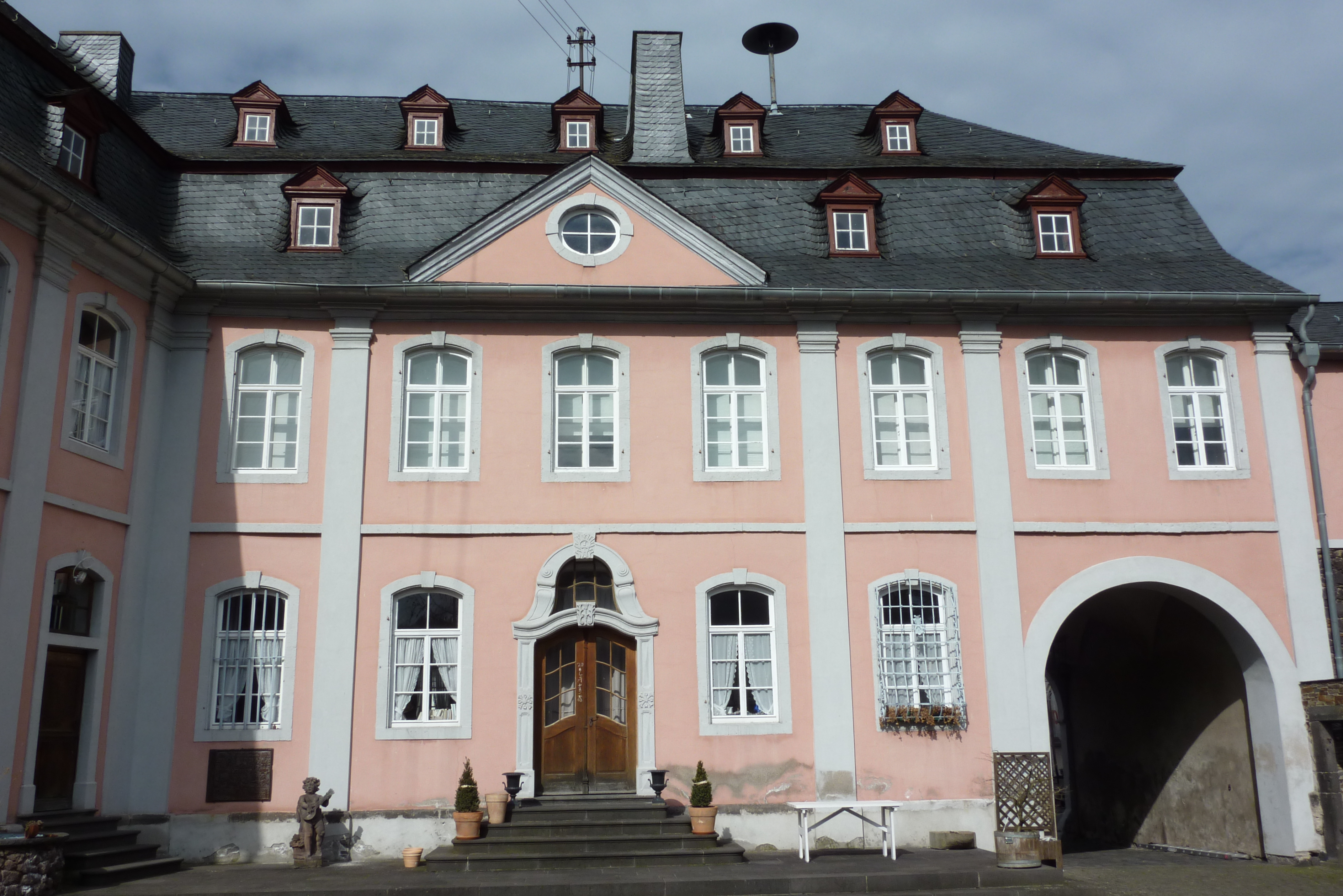
Burghaus Wassenach, Hofseite

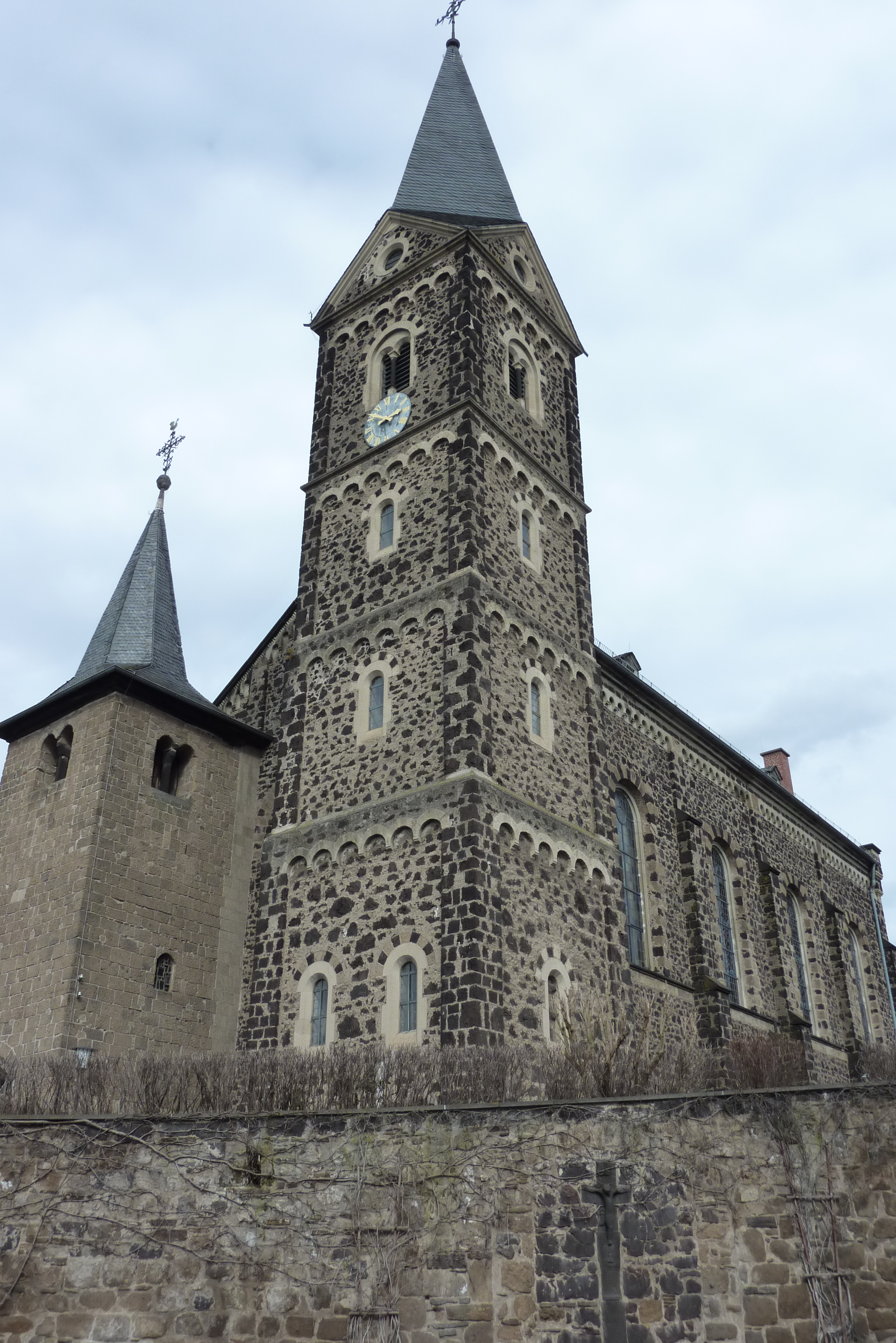
Pfarrkirche St. Remigius

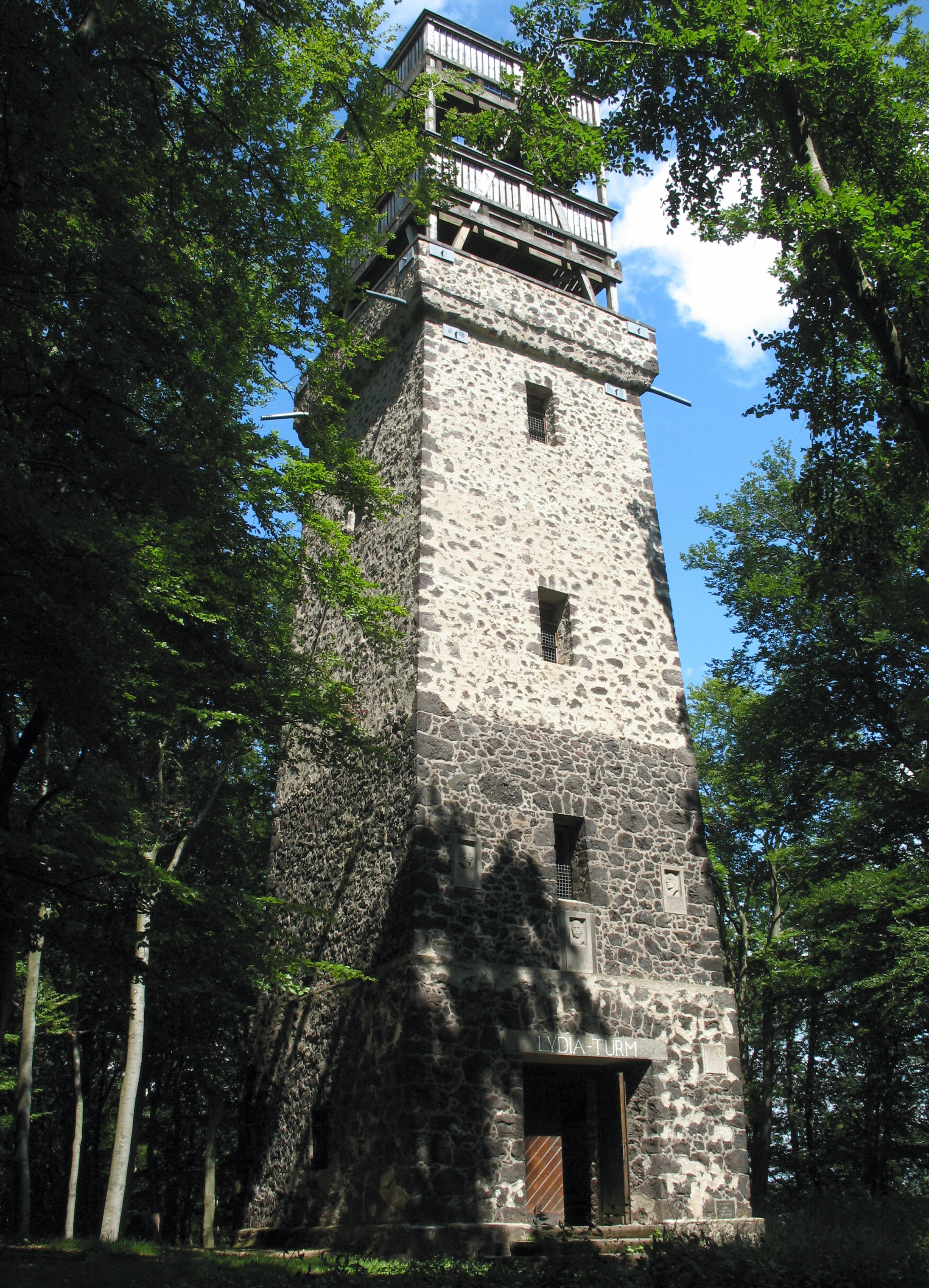
Lydiaturm

Wassenach ist eine Ortsgemeinde im Landkreis Ahrweiler in Rheinland-Pfalz. Sie gehört der Verbandsgemeinde Brohltal an, die ihren Verwaltungssitz in Niederzissen hat. Wassenach ist ein staatlich anerkannter Erholungsort.

## Geographie
Wassenach liegt in der Osteifel nördlich des Laacher Sees auf einem von Süden nach Norden stetig abfallenden Bergrücken. Die Ortschaft umfasst dabei Höhenlagen zwischen 245 m ü. NHN und 320 m ü. NHN. Westlich erhebt sich der Veitskopf, wo das Gemeindegebiet mit 428 m ü. NHN seinen höchsten Bodenpunkt erreicht. Naturräumlich lässt es sich dem Laacher Kuppenland zuordnen, im Westen hat es Anteil am Naturschutzgebiet Laacher See. Zu Wassenach gehört der Wohnplatz Wassenacher Mühle (Degensmühle).

## Geschichte
Wassenach wurde im Jahre 1138 erstmals urkundlich erwähnt, als der Ritter Embrico sein Gehöft (Mansum) zu Wassenach (Waszennaco) dem Kloster Laach für sein Seelenheil vermachte. Papst Innozenz II. bestätigte diese Schenkung. Aus dem Jahre 1149 ist ein „Theoduricus de Wassenacho“ nachgewiesen. Um das Jahr 1320 wurde das Geschlecht der „Herren von Kolb“ erstmals erwähnt, als die erste Kapelle von Wassenach gebaut wurde. Der Hof derer von Kolb zu Wassenach war reichsritterschaftlich. Eine Linie derer von Kolb führte den Beinamen „von Wassenach“ und war mehrere Jahrhunderte im Besitz dieses Ritterguts.
Statistik zur Einwohnerentwicklung
Die Entwicklung der Einwohnerzahl von Wassenach, die Werte von 1871 bis 1987 beruhen auf Volkszählungen:
| Jahr | Einwohner |
| ---- | --------- |
| 1815 | 379       |
| 1835 | 448       |
| 1871 | 533       |
| 1905 | 615       |
| 1939 | 561       |
| 1950 | 676       |
| 1961 | 747       |

| Jahr | Einwohner |
| ---- | --------- |
| 1970 | 919       |
| 1987 | 959       |
| 1997 | 1.195     |
| 2005 | 1.152     |
| 2011 | 1.137     |
| 2017 | 1.220     |
| 2023 | 1.251     |

## Politik

### Bürgermeister
Manfred Sattler (CDU) wurde am 1. Juli 2009 Ortsbürgermeister von Wassenach. Bei der Direktwahl am 26. Mai 2019 wurde er mit einem Stimmenanteil von 85,10 % für weitere fünf Jahre in seinem Amt bestätigt. Er wurde im Juni 2024 wiedergewählt.
Sattlers Vorgänger Werner Willems war 2009 nicht erneut angetreten.

### Gemeindepartnerschaft
Seit 1993 unterhält Wassenach eine Partnerschaft mit der französischen Gemeinde Sommepy-Tahure im Kanton Ville-sur-Tourbe in der Region Grand Est.

### Wappen
| Wappen von Wassenach | Blasonierung: „Im gespaltenen Schildhaupt im rechten blauen Schildteil im silbernen Gewand mit goldener Hand, goldenem Gesicht und roter Haube ein heiliger mit Heiligenschein, der in der linken Hand einen Abtsstab hält. Vor ihm kniend ein roter Mann mit goldenem Gesicht und silbernem Haar, der einen gold-silbernen Stab in seiner linken goldenen Hand hält. Im linken silbernen Schildteil ein rot bewehrter, rot bezungter schwarzer Adler mit rotem Schnabel.“ |
| Wappen von Wassenach | Wappenbegründung: Kirchenpatron der katholischen Pfarrkirche zu Wassenach ist der heilige Remigius, der als Bischof von Reims 496 den Frankenkönig Chlodwig taufte. Von dem in Wassenach begüterten Adel ist das Geschlecht derer Kolb von Wassenach das Bekanntere. Durch die Vereinigung des kirchlichen Emblems und des weltlichen Wappens, soll der Bezug zum Schutzheiligen der Gemeinde berücksichtigt und die historische Vergangenheit festgehalten bleiben.       |

## Kultur und Sehenswürdigkeiten
- Das die Wassenacher Dorfmitte beherrschende Burghaus Wassenach wurde im Jahr 1772 von der adligen Familie von Kolb erbaut. Diese Familie erlangte über die Grenzen des Dorfes hinaus reichenden Einfluss; ihre privilegierte Stellung konnte sie über Generationen bewahren. Heute beherbergt das Burghaus eine Sammlung alter Musikinstrumente. Außerdem werden dort Konzerte veranstaltet.
- Die katholische Pfarrkirche St. Remigius in Wassenach stammt aus dem Jahr 1851. Sie besitzt einen barocken Hochaltar aus dem Jahre 1772 sowie eine historische Orgel aus dem Jahre 1854 von dem Orgelbauer Ludwig Hünd.[9]
- Das buddhistische Meditationszentrum mit Kloster und Tempel „Wat Buddha Vipassana“ der Thai Buddhisten Deutschland e. V., welches im Mai 2009 in der Ortsmitte in einem ehemaligen Hotel eröffnet wurde, beherbergt Mönche aus Bangkok und Chiang Mai und steht jederzeit für Besucher offen.
- Natürliche Mineralquelle Römerbrunnen. Im ovalen Quellbecken steigen Gase auf. Das Quellwasser hat einen hohen Gehalt an Eisen.[10] ⊙
- Natürliche Mineralquelle Pferdebrunnen. Kohlensäurehaltiges Trinkwasser mit einem gelösten Mineralstoffgehalt von 1162 mg/l.[11] ⊙

Siehe auch: Liste der Kulturdenkmäler in Wassenach

## Persönlichkeiten

### Ehrenbürger
- 2010, 21. August: Felix Genn (* 1950), Bischof des Bistums Münster[12]

### Söhne und Töchter der Gemeinde
- Eva Mulner (um 1575–1609), Opfer der Hexenverfolgung.
- Felix Genn (* 1950), Bischof

### Persönlichkeiten, die in Wassenach wirkten
- Josef Zilliken (1872–1942), katholischer Priester, der im KZ Dachau ermordet wurde.